# أنا وملكة اليقطين
أنا وملكة اليقطين هي رواية للأطفال صدرت عام 2007 من تأليف مارلين كينيدي [الإنجليزية] ونشرتها دار غرينويلو بوكس، طبعة دار هاربر كولينز للنشر. موضوع الرواية مستوحى من معرفة كينيدي الشبابية ببرنامج سيركلفيل لليقطين  اختيرت الرواية ضمن اختيار نقابة المكتبات الصغيرة.  تُدرج مكتبة سانتا مونيكا العامة أيضًا الكتاب كرواية موصى بها للأطفال. 

## الحبكة
تدور أحدات الرواية حول فتاة تبلغ من العمر أحد عشر عامًا تدعى ميلدريد توفيت والدتها، "ملكة اليقطين" السابقة، في السنة السادسة من عمر ميلدريد. ألهمتها صورة والدتها الراحلة والتي تظر فيها وهي ترتدي تاج ملكة القرع،  تحاول ميلدريد زراعة قرع عملاق من أجل الفوز في مسابقة في معرض سيركلفيل لليقطين. 

## الاستقبال
تلقت الرواية استقبالًا إيجابيًا للغاية من المراجعين. يصف جيه إيه كاسزوبا لوك الكتاب بأنه "قراءة لطيفة، تظهر حنانًا دافئًا وتصميم شاب."  يصف روبن سميث الكتاب بأنه "قصة رائعة تبعث على الدفء [والتي] تستحق شريطًا أزرقًا كبيرًا!"  تؤكد نعومي كيرستن أن الكتاب "كبير على القلب والقرع !"  تلاحظ كاثرين كوسيوريك أن "المؤلفة جمعت بين فن وعلم البستنة مع قصة عائلية لطيفة وشعور بطفل في حداد ، مع قدر مناسب من الفكاهة والتشويق للحفاظ على استمرار الحبكة." تُشير  إيلين كوبر إلى "سرد كينيدي المباشر" على أنه "جميل".  أخيرًا، تلقت كينيدي الثناء لإدراجها "حقائق رائعة غير متوقعة عن زراعة اليقطين" في الرواية. 

## الروابط الخارجية
- الموقع الرسمي للناشر